# Castilleja cryptandra
Castilleja cryptandra är en snyltrotsväxtart som beskrevs av Eastwood. Castilleja cryptandra ingår i släktet målarborstar, och familjen snyltrotsväxter. Inga underarter finns listade i Catalogue of Life.